# Pūleh (ort i Iran)
Pūleh (persiska: پوله) är en ort i Iran.   Den ligger i provinsen Kohgiluyeh och Buyer Ahmad, i den centrala delen av landet, 500 km söder om huvudstaden Teheran. Pūleh ligger 1 431 meter över havet och antalet invånare är 773.
Terrängen runt Pūleh är bergig åt nordost, men åt sydväst är den kuperad. Pūleh ligger nere i en dal. Runt Pūleh är det ganska glesbefolkat, med 38 invånare per kvadratkilometer. Närmaste större samhälle är Ābzīr, 12,5 km öster om Pūleh. Omgivningarna runt Pūleh är i huvudsak ett öppet busklandskap.